# Philophylla erythraspis
Philophylla erythraspis är en tvåvingeart som först beskrevs av Mario Bezzi 1913.  Philophylla erythraspis ingår i släktet Philophylla och familjen borrflugor. Inga underarter finns listade i Catalogue of Life.